# Корагаты (станция)
Корагаты (каз. Қорағаты) — станция в Рыскуловском районе Жамбылской области Казахстана. Входит в состав Корагатинского сельского округа. Код КАТО — 315037500.

## Население
В 1999 году население станции составляло 210 человек (104 мужчины и 106 женщин). По данным переписи 2009 года, в населённом пункте проживали 524 человека (259 мужчин и 265 женщин).

## Известные жители и уроженцы
- Тельтай Даутов (1918 — ?) — Герой Социалистического Труда[3].